# Dacia Solenza

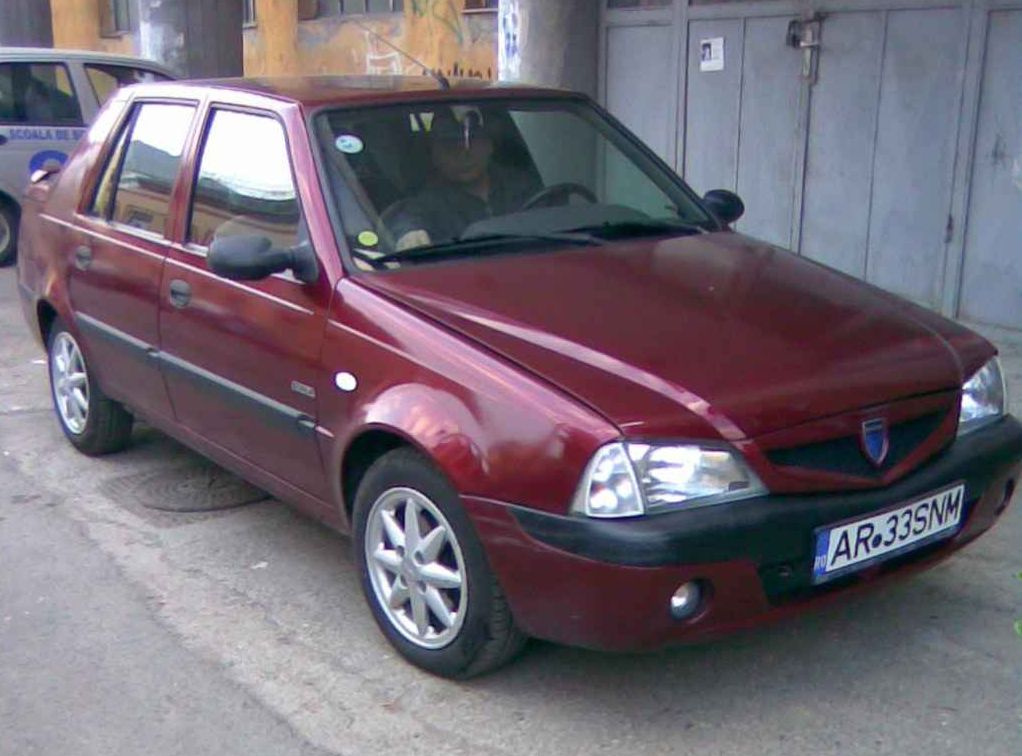
Dacia Solenza Scala

Dacia Solenza är en rumänsk småbil från Dacia som presenterades 2003. Den tillverkades av Dacia i Rumänien från 2003 till 2005. Det var en modifierad version av Dacia Supernova, vilket i sin tur var en förbättrad version av Dacia Nova. Produktion av Solenza upphörde 2005 efter att Dacia Logan infördes.
Solenza erbjöds i 5 versioner beroende med olika egenskaper: Europa, Confort, Rapsodie, Clima och Scala. Toppversionen var Scala med funktioner som luftkonditionering, servostyrning, aluminiumhjul, samt, för första gången på en Dacia, cd-spelare. Bilen delade motorer, växellådor och flera andra komponenter med andra generationens Renault Clio. Motoriseringen bestod av en 1,4-liters 75 hk bensin och en 1,9-liters 65 hk dieselmotor.